# Verica Trstenjak
Verica Trstenjak (* 9. Dezember 1962) ist eine slowenische in Wien lebende Rechtswissenschaftlerin und Universitätsprofessorin für Europarecht. Von 2006 bis 2012 war sie Generalanwältin am Gerichtshof der Europäischen Union in Luxemburg, von 2004 bis 2006 Richterin am Gericht der Europäischen Union.

## Beruflicher Werdegang (Anfänge)
Im Jahr 1987 legte sie ihr Juristisches Examen ab und erhielt im Jahr 1997 die Doktorwürde von der juristischen Fakultät der Universität Ljubljana. Zwischen 1994 und 1996 war sie Leiterin des Juristischen Dienstes und zwischen 1996 und 2000 als Staatssekretärin im Ministerium für Forschung und Technologie tätig. Im Jahr 2000 wurde sie Generalsekretärin der Regierung der Republik Slowenien.
Sie hat ebenfalls mit Nichtregierungsorganisationen in Slowenien sowie am Entwurf des Gesetzes über Stiftungen gearbeitet. Zwischen 1997 und 2000 war sie Mitglied der Arbeitsgruppe 17, die für die Beitrittsverhandlungen mit der EU zuständig war.

## Tätigkeit am Gerichtshof der Europäischen Union
Vom 7. Juli 2004 bis zum 6. Oktober 2006 war sie als Richterin am Gericht Erster Instanz der Europäischen Union tätig, vom 7. Oktober 2006 bis zum 28. November 2012 war sie Generalanwältin am Gerichtshof der Europäischen Union.

## Akademische Tätigkeit
Verica Trstenjak hat ihr Promotionsstudium an der Universität Zürich, am Institut für Rechtsvergleichung der Universität Wien, am Max-Planck-Institut für ausländisches und internationales Privatrecht und an der Freien Universität Amsterdam absolviert. Sie ist im Jahr 1996 außerordentliche Professorin für Rechtstheorie und Privatrecht und im Jahr 2006 ordentliche Professorin (venia legendi) für Zivil- und Europarecht geworden.
Ferner war sie Gastprofessorin an der Universität Wien und Freiburg (Universität Freiburg) an der Bucerius Law School in Hamburg sowie an den Universitäten Heidelberg, Bonn, Salzburg, Zürich, Liechtenstein, Amsterdam (University of Amsterdam), Luxemburg und Ferrara. Sie hielt zudem diverse Gastvorträge außerhalb der EU an den Universitäten Sydney, Los Angeles, San Francisco, Tokio, Seul, Astana, Aruba und New York. Bis 2006 war sie Mitglied der „Study Group on a European Civil Code“.
Sie hat mehr als 300 juristische Artikel und zahlreiche Bücher zum Europa- und Privatrecht verfasst; zugleich hat sie Vorträge auf zahlreichen Konferenzen in Slowenien und im Ausland gehalten (u. a. Konferenzen zum Common Frame of Reference – Münster, Osnabrück, Trier; Luxemburg: Europäischer Juristentag 2011; Trier: Jahrestagung der Gesellschaft für Rechtsvergleichung 2011; Berlin: Humboldt-Universität, 2012; Salzburg: 24. Europäische Notarentage, 2012; Barcelona: Europäische Juristentage 2013; Wien: General Reporter at IACL – International Academy of Comparative Law, 2014; Amsterdam: Keynote Speaker at International Conference of Consumer Law, 2015); Kasachstan: International Notaren Konferenz, 2018; Madrid: European Women Lawyers Association (EWLA), 2019; Salzburg: European Academy of Science, 2023.
Nachdem ihr Mandat am EuGH geendet hatte, wurde sie 2013 als Universitätsprofessorin für Europarecht an die Universität Wien, Rechtswissenschaftliche Fakultät (auf fünf Jahre befristet) berufen. Heute ist sie Lehrende für Europarecht und Grundrechte am LL.M.-Programm Universität Wien, an der Sigmund Freud Privatuniversität Wien, Universität Ljubljana, sowie an der Nova univerza, Slowenien.
Zuvor war sie Lehrende für Masterstudiengänge an der Universität Luxemburg (Litigation in EU Intellectual Property Rights bis 2013) und Universität Maribor.
Sie lehrt zudem an den Sommerschulen Salzburg (Universität Salzburg), Strobl (Universität Wien) und Alpbach (Leopold-Franzens-Universität Innsbruck).

## Mitgliedschaft in Wissenschaftlichen- und Juristenvereinigungen, Internationale Organisationen und Ehrungen
Im Jahre 2012 wurde sie als Auswärtiges Wissenschaftliches Mitglied am neuen Max Planck Institute Luxembourg for International, European and Regulatory Procedural Law ernannt. Sie ist Mitglied des Advisory Committee (eine Art Schiedsgericht) der völkerrechtlichen Organisation Energy Community (seit 2015), Ersatzmitglied bei Venedig-Kommission (bis 2024) sowie Mitglied des Permanent Court of Arbitration im Haag (seit 2019), Vienna International Arbitral Centre (VIAC) (seit 2019), International Centre for Settlement of Investment Disputes (ICSID) (seit 2019) sowie Mitglied des Bureau bei dem Gericht bei Organization for Security and Co-operation in Europe (OSCE) (seit 2019). Seit 2017 bis 2022 war sie Mitglied des Management und Executive Board der FRA – European Union Agency for Fundamental Rights. Im Jahr 2024 wurde sie in den Administrativer Überprüfungsausschuss der Europäischen Zentralbank berufen.
Mitglied der Schriftleitung verschiedener juristischer Fachzeitschriften in Slowenien und im Ausland
- European Law Review (ELR)
- European Journal of Consumer Law
- Zeitschrift für Europäisches Unternehmens- und Verbraucherrecht (EUVR)
- Zeitschrift für Europäisches Privatrecht (ZEuP) (korrespondierendes Mitglied)
- European Journal of Commercial Contract Law (EJCCL)
- Oxford Encyclopedia of EU Law
- Pravnik

Mitglied von wissenschaftlichen Beiräten
- Mitglied bei Advisory Board in Wien, Centre international de formation européenne (CIFE) (seit 2023)
- Mitglied des International Advisory Board der Alexander von Humboldt-Stiftung (ab Oktober 2015 bis 2019)[3]
- Mitglied des Wissenschaftlichen Beirats der Rechtswissenschaftlichen Fakultät der Universität Wien (bis 2013)
- Beirat des Instituts für Stiftungsrecht und das Recht der Non-Profit-Organisationen (Bucerius Law School) in Hamburg (bis 2015)
- Beirat für das Europarecht, Außenministerium Österreich (seit 2013)

Mitglied in zahlreichen Juristen- und Wissenschaftsvereinigungen
- European Academy of Science and Arts (seit 2018)
- Academia Europaea (2013)[4]
- Slovensko društvo za Evropsko pravo (Slowenischer Verein für Europarecht – Vorsitzende) und International Federation of EU Law (FIDE; Mitglied des Steering Committee)
- European Law Institute (Gründungsmitglied)
- Zivilrechtslehrervereinigung
- International Academy of Comparative Law (IACL)
- l'Association Henri Capitant des Amis de la Culture Juridique Française
- Gesellschaft für Rechtsvergleichung
- Forum Alpbach
- European Women Lawyers Association (EWLA), Slovenia, Präsidentin

## Preise und Ehrungen
Im Jahr 2003 wurde sie durch die Vereinigung slowenischer Juristen mit dem Titel „Jurist des Jahres 2003“ geehrt.
Im Jahr 2020 wurde sie das Österreichische Ehrenkreuz für Wissenschaft und Kunst I. Klasse durch Bundespräsident Dr. Alexander Van der Bellen für ihre außergewöhnlichen wissenschaftlichen Verdienste auf dem Gebiet des Europarechts und für ihren Beitrag zur Vertiefung der Beziehungen zwischen Österreich und Slowenien verliehen.
Hans-Wolfgang Micklitz, Professor am Europäischen Hochschulinstitut in Florenz, bezeichnete Verica Trstenjak als „die Gründungsmutter des europäischen Privatrechts“.

## Auswahl wichtiger Veröffentlichungen
- Trstenjak Verica: Human Rights in the Digital Era: From Digital Practice to Digital Law and Case Law, in: Miller Katharina, Wendt Karen, The Fourth Industrial Revolution and Its Impact on Ethics, Springer (2021).
- Trstenjak Verica: Law and Medicine: the Influence of Fundamental Rights on the Corona-crisis and the Influence of the Corona-crisis on Fundamental Rights in the EU, Medicine, Law & Society, (2021) 14(2).
- Trstenjak Verica/Weingerl Petra (Hrsg.): The Influence of Human Rights and Basic Rights in Private Law, Springer International Switzerland (2016).
- Trstenjak Verica: Les mécanismes de recours collectif et leur importance pour la protection des consommateurs, in La Cour de justice de l'Union européenne sous la présidence de Vassilios Skouris (2003–2015), Liber amicorum Vassilios Skouris (2015), S. 681–696.
- Trstenjak Verica/Beysen Erwin: The Growing Overlap of Fundamental Freedoms and Fundamental Rights in the Case-law of the CJEU, European Law Review (2013) 38, S. 293–315 (Social Sciences Citation Index)
- Procedural Aspects of European Consumer Protection Law and the Case Law of the CJEU, European Review of Private Law, No. 2/ 2013, S. 451–478.
- Pravo EU, Ustavno, procesno in gospodarsko pravo EU (EU-Recht, Verfassungs-, Verfahrens- und Wirtschaftsrecht der EU), GV Založba, Ljubljana, 2012, 840 S, zusammen mit Maja Brkan
- Trstenjak, Verica, Beysen, Erwin, European consumer protection law: curia semper dabit remedium? – veröffentlicht in: Common market law review, 2011, Band 48, Nr. 1, S. 95–124.
- Das Verhältnis zwischen Immaterialgüterrecht und Datenschutzrecht in der Informationsgesellschaft im Lichte der Rechtsprechung des Europäischen Gerichtshofs – veröffentlicht in: Gewerblicher Rechtsschutz und Urheberrecht, Internationaler Teil (GRUR Int) (Veröffentlichung vorgesehen für 2012)
- Verbraucherschutzrecht und die rechtlichen Probleme des Internetverkaufs in der Rechtsprechung des EuGH – veröffentlicht in: Borić, Lurger, Schwarzenegger, Terlitza (Hrsg.), Öffnung und Wandel – Die internationale Dimension des Rechts II, Festschrift für Prof. Willibald Posch, LexisNexis, Wien, 2011, S. 787–798.
- L'importance du Code civil et des Provinces illyriennes pour la Slovénie (Code civil und Illyrische Provinzen mit der Betonung auf die Bedeutung für Slowenien) – veröffentlicht in: Revue international de droit comparé, Nr. 3/2011, S. 720–725.
- Von der Mindest- zur Vollharmonisierung: Bedeutung für die Rechtsprechung des EuGH – veröffentlicht in: Welser, Rudolf (Hrsg.), Konsumentenschutz in Zentral- und Osteuropa, Wien, 2010, S. 205–219.
- Private law developments in Slovenia: a European perspective – veröffentlicht in: Jessel-Holst, Christa (Hrsg.), Kulms, Rainer (Hrsg.), Trunk, Alexander (Hrsg.). Private law in Eastern Europe: autonomous developments or legal transplants?, (Materialien zum ausländischen und internationalen Privatrecht, 50). Tübingen: M. Siebeck, cop. 2010, S. 123–147.
- Les difficultés d'une interprétation et d'une application unitaires du droit communautaire – veröffentlicht in: Le contrat en Europe aujourd'hui et demain (Hrsg. Rémy Cabrillac, Denis Mazeaud, André Prüm), Société de législation comparée, Paris, 2008, S. 147–175.
- Slowenisches Zivilrecht: Vom ABGB auf dem Weg zum europäischen Zivilgesetzbuch? – veröffentlicht in: Privatrechtsentwicklung in Zentral- und Osteuropa (Hrsg. Rudolf Welser), MANZ'sche Verlag, Wien, 2008, S. 101–114.
- Die Auslegung privatrechtlicher Richtlinien durch den EuGH: ein Rechtsprechungsbericht unter Berücksichtigung des Common Frame of Reference – veröffentlicht in: Zeitschrift für Europäisches Privatrecht, 2007, S. 145–160.
- La Slovenia e l'armonizzazione del diritto sloveno con quello dell'Unione europea: il diritto civile sloveno e il nuovo diritto delle obbligazioni – veröffentlicht in: Contratto e impresa. Europa, IX (2004), Nr. 1, S. 265–292.

## Auswahl der wichtiger Gerichtsfälle

### Verbraucherschutz
- Pénzügyi Lízing (C-137/08) – Unfair terms in consumer contracts
- Aventis Pasteur (C-358/08) – Liability for defective products
- Pammer (C 585/08) and Hotel Alpenhof (C 144/09) – Jurisdiction in civil and commercial matters
- Quelle (C-404/06) – Absence of duty to pay compensation to the vendor for the use of defective goods in case of rescission of the contract
- VTB-VAB (C-261/07) and Galatea (C-299/07) – Combined offers
- Mediaprint Zeitungs- und Zeitschriftenverlag (C-540/08) – Combined offers

### Sozial- und Arbeitsrecht
- Schultz-Hoff (C-350/06) and Stringer (C-520/06); KHS (C-214/10) – Right to paid annual leave of sick employees
- Dominguez (C-282/10) – The doctrine of ‚Drittwirkung der Grundrechte’, general principles of law
- CLECE (C-463/09) – Transfers of undertakings

### IP-Recht
- SGAE (C-467/08) – Compensation of intellectual property right holders
- Painer (C-145/10)
- Fachverband der Buch- und Medienwirtschaft/LIBRO (C-531/07)
- Phonographic Performance (Ireland) (C-162/10) – copyright and related rights (rights of performers and phonogram producers)
- SCF Consorzio Fonografici (C-135/10) – copyright and related rights (rights of performers and phonogram producers)

### Gesellschaftsrecht
- Audiolux (C-101/08) – Criteria for the recognition of general principles of law
- Idryma Typou (C-81/09) – Criteria of demarcation between the freedom of establishment and the freedom of movement of capital
- Commission/Spain (C-338/06) – Right of pre-emption for shares and for bonds convertible into shares

### Vergaberecht
- Commission/Germany (C-503/04) – Obligation to rescind a contract
- Commission/Germany (C-536/07) – Köln Messe
- Commission/Germany (C-160/08) – Ambulance services
- Commission/Germany (C-271/08) – Collective agreement on the conversion of earnings for local authority employees
- Commission/Austria (C-28/09) – Sectoral traffic prohibition for lorries

### Immigrations- und Asylrecht
- NS (C-411/10) and ME (C-493/10) – Right of asylum in the European Union

### Gesundheitspolitik
- Hecht-Pharma (C-140/07) – Classification as a medicinal product
- MSD Sharp & Dohme (C-316/09) – Advertising of medicinal products on the Internet
- Commission/Portugal (C-255/09) – Cross-border healthcare services

### Sonstiges
- Koller (C-118/09) – Education and training of lawyers (Mutual recognition of diplomas)